# Lawrence Rocks
Pour les articles homonymes, voir Rocks.
 (janvier 2019).
Lawrence Rocks (né à New York le 27 août 1933) est un chimiste américain, connu notamment pour son livre La Crise de l'énergie. Il a également publié des articles dans le Time Magazine et National Review.

## Biographie

### Éducation
Lawrence Rocks a suivi son master à l'Université Purdue et obtenu son doctorat en sciences à l'Université technique de Vienne. Sa thèse de doctorat, écrite en allemand dans le domaine de la chimie analytique, porte sur la séparation des atomes de métaux dans des solutions semi-aqueuses et sur l'influence de ces milieux sur les constantes d'équilibre.

### Carrière
Rocks publie La Crise de l'énergie aux éditions Crown en 1972, et sa suite Carburants pour demain aux éditions PennWell en 1980. Il y appelle à la création d'un centre national pour l'énergie, et examine l'avenir des carburants non conventionnels, notamment les agrocarburants.
Entre-temps, il rédige un manuel de chimie, Développer les fondamentaux en chimie, qui est publié en 1979.

## Influence
Il s'adressa aux Nations unies et apparut à la télévision dans The Today Show, To Tell the Truth, et The Mike Douglas Show. Il a publié un article traitant de la question de l'énergie dans King Features Syndicate.
Il influença aussi la création du département de l'Énergie des États-Unis, pendant l'administration du président Jimmy Carter,. Son livre est toujours une référence dans divers bibliothèques à travers le monde.
Les recherches du Dr Rocks en chimie au cours des dernières années se sont concentrées sur la chimie du sport, en particulier l'effet des ondes de choc provoquant des commotions cérébrales chez les receveurs de la MLB et les joueurs de la NFL, la chimie des tendons et des ligaments et l'effet de la température sur des matériaux élastiques tels que la balle de baseball. Rocks a découvert que la température de rebond optimal d'une balle de baseball se situe entre 20 et 30 °C, car à des températures plus basses, les élastomères deviennent plus rigides et deviennent plus doux à des températures plus élevées,.
Ces recherches dans le domaine du sport lui valent de figurer en 2018 au dos d'une carte à collectionner représentant Paul DeJong,.